# ورشیلو
ورشیلو (به لاتین: Varshilo) روستایی در بلغارستان است که در Sozopol Municipality واقع شده‌است.